# Sintel (cortometraje)
Sintel es un cortometraje neerlandés estrenado el 27 de septiembre de 2010 en el Netherlands Film Festival. Del género de aventura y fantasía, fue dirigido por Colin Levy y es el tercer cortometraje producido por la Fundación Blender. Sintel fue protagonizado por Halina Reijn, quien da su voz a Sintel y por Thom Hoffman quien da la suya al chamán. El corto narra la historia de Sintel, una huérfana que recorre el mundo buscando a su dragón Scales, el cual fue raptado por un gran dragón de tamaño mayor. 
Sintel recibió el premio de la audiencia a Mejor corto de animación en el Seattle International Film Festival de 2011, el premio de la audiencia a Mejor animación internacional y el premio del gran jurado en la categoría de Mejor Animación en el Washington DC Independent Film Festival del mismo año.

## Sinopsis
La adolescente Sintel va por todo el mundo en busca de un pequeño dragoncito al que llama “Scales” (escamas). Lo encontró por casualidad en su ciudad mientras buscaba comida, herido en un ala. Le ayudó a curarse y le alimentó, con lo que desarrollan una amistad. Sin embargo, un día, cuando apenas Scales puede recomenzar a volar y caza una gallina para Sintel, el pequeño dragoncito es arrebatado por un enorme dragón volador que aparece súbitamente. Sintel se pone a buscar a Scales por todo el mundo para rescatarle, teniendo que enfrentarse a todo tipo de adversidades en sitios muy diversos. Después de un largo tiempo y cuando está al borde del abandono, encuentra a un viejo chamán que le dice que está cerca de lo que busca. Llega a una cueva donde encuentra a un gran dragón y a Scales. Cuando intenta rescatar al pequeño dragón, el dragón grande la descubre y la atrapa. Pero en el último momento cuando el dragón va a matarla, el gran dragón se detiene bruscamente, sorprendido. Sintel es entonces capaz de recuperarse y asestar un lanzazo y matar al dragón. Sin embargo, justo antes de morir el dragón, Sintel se da cuenta de que tiene la misma cicatriz en el ala que ella había visto a Scales. Se da cuenta entonces de su trágico error y del largo tiempo que ha pasado en su búsqueda de Scales. Sintel, completamente abatida, abandona el lugar, que comienza a derrumbarse, y escapa mientras se ve al pequeño dragón, ahora solo y abandonado, que se va detrás de ella.

## Descripción de la producción
La producción comenzó en junio de 2009.
El filme se financió mediante patrocinadores públicos y privados y también mediante venta anticipada del DVD del film antes de su propia existencia. Los patrocinadores, incluso los privados pequeños, aparecen en los créditos del film.
El contenido de la película es libre, es decir está publicado con una licencia Creative Commons que ofrece el código fuente del trabajo 3D utilizado (modelos, texturas, animaciones, etc.) de modo que, además de servir como promoción de Blender y del software libre, pueda devolver a la comunidad parte de su propio trabajo. En otoño de 2010 se pudo adquirir estos materiales en un soporte físico de 4 DVD.
La presentación del film fue el 27 de septiembre de 2010. Posteriormente se difundió el 30 de septiembre en Internet, en Youtube.
Sintel es una palabra neerlandesa que se traduce por ascua o brasa. Este es el tercer cortometraje realizado por la Fundación Blender usando solo software libre y que se ofrece de forma pública y gratuita con licencia y condiciones de difusión y reutilización basadas en la filosofía del conocimiento libre.

## Equipo
- Artistas gráficos: 

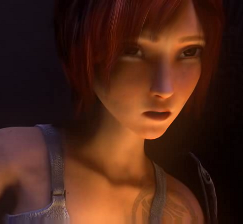
Imagen de la protagonista del film, la chica Sintel.

  - Angela Guenette (modelización, esqueletos, animación)
  - Ben Dansie (modelado, materiales, iluminación, composición)
  - Soenke Maeter (modelado, materiales, iluminación, composición)
  - Pablo Vázquez (modelado, materiales, iluminación, composición)
  - Dolf Veenliet (iluminación, composición)
- Animación:
  - Nathan Vegdahl (rigging, animación)
  - Lee Salvemini (animación)
  - Beorn Leonard (animación)
  - William Reynish (animación)
  - Jeremy Davidson (animación)
- Desarrollo de Blender = Campbell Barton, Brecht van Lommel

## Software

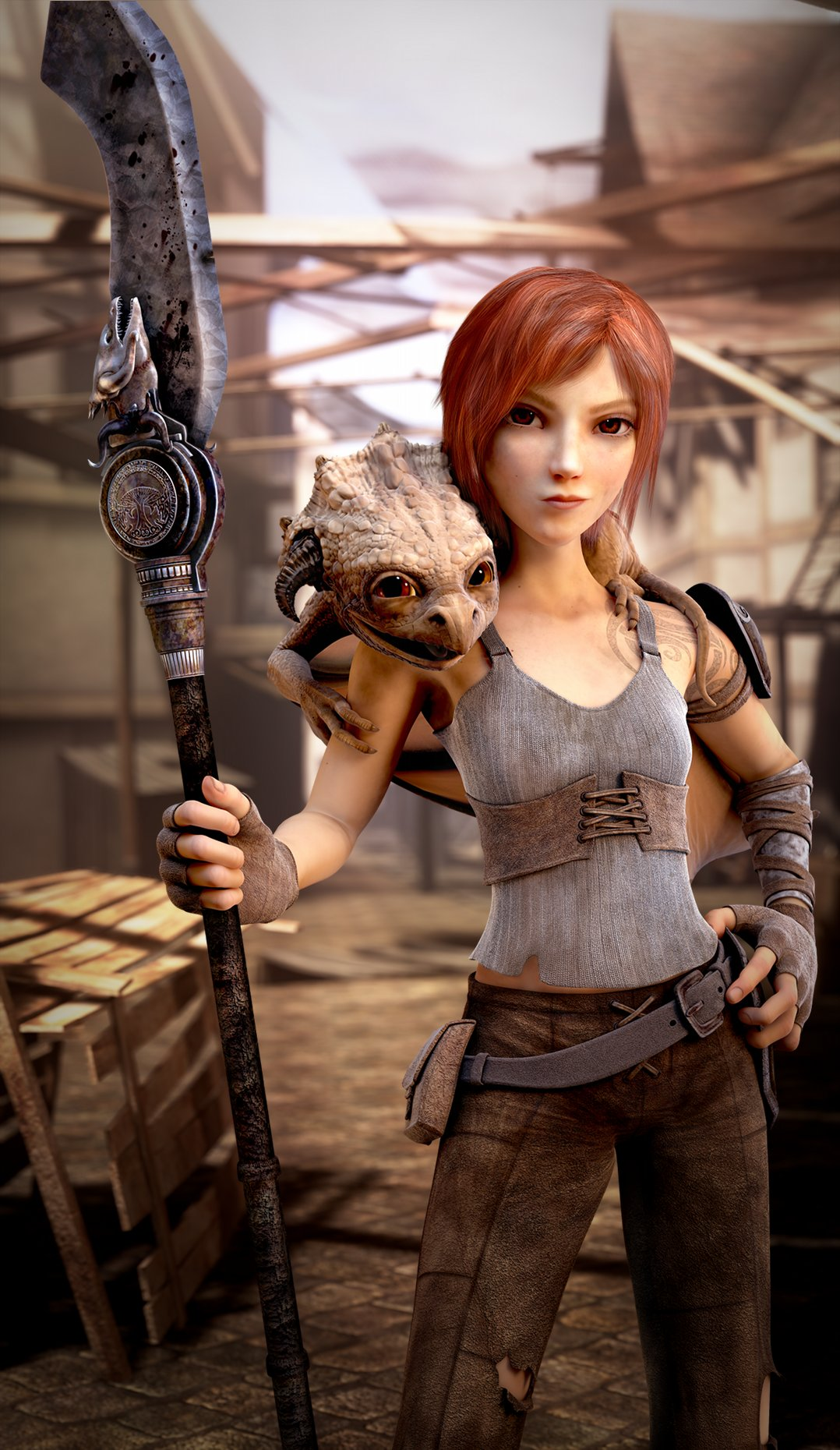
La protagonista Sintel y el dragón Scales en una imagen promocional del film.

Para el desarrollo de este corto de animación, se han utilizado las siguientes herramientas de software libre:
- Blender (modelado, animación, renderizado, composición, edición y exportación)
- GIMP (arte conceptual y realización de texturas)
- MyPaint (arte conceptual)
- Al.chemy (arte conceptual)
- Inkscape (dibujos vectoriales)
- OpenEXR (formato de salida de archivos)
- SubVersion (administración de archivos)
- Python (programación y scripts)
- GNOME (entorno gráfico y herramientas)
- Ubuntu Linux (sistema operativo)

Blender ha sido el principal programa para la creación y desarrollo de la película, el resto de los programas o herramientas se han utilizado en gran parte para tareas de pre y posproducción y gestión del conjunto del proyecto. Ubuntu ha sido el sistema operativo utilizado, con GNOME como entorno gráfico de escritorio. Además del software libre anterior, para la realización del sonido se ha usado programas privativos.

### Mejoras de Blender
Como en el caso de los otros films anteriores de la Fundación Blender, los desarrolladores de Blender trabajaron intensamente siguiendo las necesidades del equipo de producción del film para mejorar Blender. Se han realizado mejoras en Blender, entre otros, en la interfaz de usuario, en el sistema de partículas (lluvia, polvo), en el esculpido, el sombreado, el sistema de renderización y en la simulación de humo. Estas modificaciones se han ido incorporando a las versiones de Blender desde la 2.50 alfa hasta la 2.54 beta.